# Lista de singles número um na Portugal Digital Songs em 2014
A lista dos singles número um na Portugal Digital Songs em 2014 é publicada pela revista norte-americana Billboard, sendo que os dados são recolhidos pela Nielsen SoundScan e baseados em cada venda semanal digital.

## Histórico
| Data         | Canção      | Artista(s)  | Referência(s) |
| ------------ | ----------- | ----------- | ------------- |
| 4 de Janeiro | "All of Me" | John Legend | [ 2 ]         |